# 江戸いろは祭
「江戸いろは祭り」（えどいろはまつり）は村上元三が「読物と講談」に連載した小説、およびそれを原作として1953年1月22日に公開された日本映画。製作は松竹京都撮影所。配給は松竹。モノクロ、スタンダード。
　

## スタッフ
- 製作：小倉浩一郎、高木貢一
- 原作：村上元三
- 脚本：鈴木兵吾
- 音楽：鈴木静一
- 撮影：石本秀雄
- 監督：内出好吉

## キャスト
- め組の半次：高田浩吉
- もみじ屋の小稲：宮城千賀子
- 徳五郎の娘・おちせ：高千穂ひづる
- 女房おなか：山田五十鈴
- め組の辰五郎：月形龍之介
- 半次の母：吉川満子
- 金山徳五郎：戸上城太郎
- 赤羽根多仲：菅井一郎
- 多仲の妻・おいそ：高山廣子
- 赤羽根主膳：三島雅夫
- め組の仙八：小林重四郎